# 木下盛雄
木下 盛雄（きのした もりお、1904年（明治37年）9月 - 1947年（昭和22年）12月18日）は、日本の実業家、政治家。参議院議員。

## 来歴
長野県生まれ。下伊那郡松尾尋常小学校を卒業。長野県絹メリヤス工業組合連合会理事長、日本軽金属鋳造組合理事長、日本産業協議会評議員、経済団体連合会評議員、東京都工業振興協議会評議員、東京商工会議所代議員などを務めた。
1947年（昭和22年）4月執行の第1回参議院議員通常選挙で長野地方区から日本自由党所属で出馬し当選（補欠、任期3年）したが、同年12月18日に死去した。翌年（1948年）1月23日には国会で木内四郎が追悼演説を行った。